# GR 20
A GR 20 (korzikaiul: Fra li monti) egy hosszútávú hegyvidéki túraútvonal Franciaországban, mely Korzikát szeli át Calenzana és Conca között, nagyjából észak-déli irányban.
Hossza kb. 180 km, a teljes leküzdendő szintkülönbség kb. 10 000 méter. Nagyjából 15 nap alatt végigjárható.
Sziklamászó felszerelés nem szükséges a teljesítéshez, de kiváló állóképességet, magabiztosságot, és kitartást igényel. 

## Útvonal
Két részből tevődik össze: az északi szekció Calenzana és Vizzavona között rövidebb, de nagyobb szintkülönbségű szakaszokból, míg a déli Vizzavona és Conca között hosszabb, de laposabb szakaszokból áll.
Az út mindkét irányban végigjárható.
A GR 20 szakaszai, É-D irányban:
|     | Tól - ig                                                             | Hossz   | Felfelé | Lefelé | Legmagasabb pont | Idő ↓ | Idő ↑ |
| 1.  | Calenzana (275 m) - Refuge d'Ortu di u Piobbu (1520 m)               | 10 km   | 1295 m  | 50 m   | 1550 m           | 6:30  | 5:00  |
| 2.  | Refuge d'Ortu di u Piobbu (1520 m) - Refuge de Carrozzu (1270 m)     | 8 km    | 667 m   | 917 m  | 2020 m           | 7:00  | 5:00  |
| 3.  | Refuge de Carrozzu (1270 m) - Refuge d'Asco Stagnu (1422 m)          | 6 km    | 790 m   | 638 m  | 2010 m           | 6:10  | 4:45  |
| 4.  | Refuge d'Asco Stagnu (1422 m) - Refuge de Tighjettu (1683 m)         | 8 km    | 999 m   | 738 m  | 2183 m           | 6:00  | 6:00  |
| 5.  | Refuge de Tighjettu (1683 m) - Refuge de Ciottulu di i Mori (1991 m) | 13 km   | 607 m   | 78 m   | 1991 m           | 4:00  | 4:00  |
| 6.  | Refuge de Ciottulu di i Mori (1991 m) - Refuge de Manganu (1601 m)   | 14 km   | 643 m   | 1033 m | 1991 m           | 8:00  | 8:00  |
| 7.  | Refuge de Manganu (1601 m) - Refuge de Pietra Piana (1842 m)         | 10 km   | 830 m   | 589 m  | 2225 m           | 6:30  | 6:00  |
| 8.  | Refuge de Pietra Piana (1842 m) - Refuge de l'Onda (1430 m)          | 10 km   | 490 m   | 902 m  | 1842 m           | 4:50  | 5:15  |
| 9.  | Refuge de l'Onda (1430 m) - Vizzavona (920 m)                        | 10 km   | 711 m   | 1221 m | 2141 m           | 6:05  | 6:40  |
| 10. | Vizzavona (920 m) - Bergeries de Capannelle (1586 m)                 | 15 km   | 890 m   | 224 m  | 1640 m           | 5:15  | 4:50  |
| 11. | Bergeries de Capannelle (1586 m) - Refuge de Prati (1820 m)          | 16 km   | 642 m   | 408 m  | 1840 m           | 6:10  | 6:00  |
| 12. | Refuge de Prati (1820 m) - Refuge d'Usciolu (1750 m)                 | 11 km   | 677 m   | 747 m  | 2041 m           | 5:45  | 6:30  |
| 13. | Refuge d'Usciolu (1750 m) - Refuge d'Asinao (1530 m)                 | 14,5 km | 845 m   | 1065 m | 2134 m           | 8:00  | 8:30  |
| 14. | Refuge d'Asinao (1530 m) - Refuge de Paliri (1055 m)                 | 13 km   | 429 m   | 910 m  | 1536 m           | 7:00  | 7:20  |
| 15. | Refuge de Paliri (1055 m) - Conca (252 m)                            | 12 km   | 160 m   | 926 m  | 1055 m           | 5:00  | 6:15  |

## Szállás
Az egyes etapok végén lévő menedékházakban egyszerű körülmények között lehet megszállni. Az egyes menedékházak körül lehetőség van sátrazásra saját sátorral, illetve előre felállított, 2-4 személyes helyi sátrakat is lehet bérelni. A túra útvonalától távolabb eső kisebb falvakban is lehet magánszállásokat találni. A menedékházakba lehetőség van előre lefoglalni a szállásunkat.
A vadkempingezés az egész nemzeti park területén tiltott.

## Utánpótlás
Az egyes menedékházakban lehet újra feltölteni az étel-, és italkészletet, de a választék jellemzően minimális. Minden menedékház mellett van iható vízminőségű forrás, ezt leszámítva az útvonal mentén gyakorlatilag nincs vízutánpótlási lehetőség. Szezonon kívül nincs ellátás a menedékházakban.

## Mikor menjünk
A legalkalmasabb időszak az évben késő június, vagy kora szeptember. Júliusban és augusztusban rendszerint túl nagy a hőség, és elég forgalmassá válhat az útvonal.
November és május között a hó miatt csak alapos technikai felkészültséggel célszerű nekivágni az útnak.